# Euphorbia bosseri
Euphorbia bosseri es una especie fanerógama perteneciente a la familia  Euphorbiaceae. 

## Distribución y hábitat
Es endémica de Madagascar donde se encuentra en la Provincia de Toliara. Se hábitat natural son las selvas secas, tropicales o tropicales. Está tratada en peligro de extinción por pérdida de hábitat.

## Taxonomía
Euphorbia bosseri fue descrita por Jacques Désiré Leandri y publicado en Adansonia 5: 212, t. 1–2. 1965
Etimología
Euphorbia: nombre genérico que deriva del médico griego del rey Juba II de Mauritania (52 a 50 a. C. - 23), Euphorbus, en su honor – o en alusión a su gran vientre –  ya que usaba médicamente Euphorbia resinifera. En 1753 Carlos Linneo asignó el nombre a todo el género.
bosseri: epíteto otorgado en honor de Jean Marie Bosser, un botánico Mauriciano quien contribuyó largamente en la flora de Madagascar.